# اولکن تورانغیل
اولکن تورانغیل (قزاقی: Үлкен Тораңғыл) یک دریاچه در استان قزاقستان شمالی کشور قزاقستان است.